# Bataillon autonome de Haute-Guinée
Pour les articles homonymes, voir BAHG.
« 15e bataillon d'infanterie de marine (Guinée) » redirige ici. Pour le bataillon existant de 1965 à 1973, voir 53e bataillon de commandement et des services.
Le bataillon autonome de Haute-Guinée (BAHG) est une unité militaire des troupes coloniales françaises, chargée de la défense de la Guinée française en Afrique-Occidentale française.

## Différentes dénominations
- 1er janvier 1948 : création du bataillon autonome de Haute-Guinée par dédoublement du bataillon autonome de Guinée, qui forme également le bataillon autonome de Basse-Guinée[1]
- 1er janvier 1950 : renommé bataillon autonome de Guinée[1]
- 1er juin 1955 : reprend son nom de bataillon autonome de Haute-Guinée[1]
- 1er décembre 1958 : renommé 15e bataillon d'infanterie de marine[2]
- 30 juin 1959 : dissous[2]

## Historique
Le bataillon est en garnison à Kankan. Il est constitué de tirailleurs « sénégalais » et est chargé du maintien de l'ordre colonial.
Après l'indépendance de la Guinée, le bataillon rejoint Bouaké en Côte d'Ivoire, où il est dissous.

## Insigne
Homologué en 1956, l'insigne reprend celui du bataillon autonome de Guinée : écu avec les côtes de la Guinée chargé d'une tête de Guinéen avec une coiffe traditionnelle.